# Tweede Kamerverkiezingen 2017/Kandidatenlijst/StemNL
Dit is de lijst van kandidaten van StemNL voor de Nederlandse Tweede Kamerverkiezingen van 15 maart 2017, zoals deze op 3 februari 2017 werd vastgesteld door de Kiesraad. De partij deed mee in 9 van de 20 kieskringen.

## Achtergrond
StemNL deed alleen mee in de kieskringen Nijmegen, Arnhem, Utrecht, Rotterdam, Dordrecht, Leiden, Middelburg, Tilburg en 's-Hertogenbosch. Tevens werd er bij de vaststelling van de lijst een kandidaat geschrapt omdat de verklaring dat hij instemde met zijn kandidaatstelling ontbrak. De lijsttrekker werd Mario van den Eijnde.

## De lijst
1. Mario van den Eijnde - 231 stemmen
2. Daniel van den Eijnde - 26
3. Marcel Ficken - 18
4. Willie de Wit - 11
5. Werner Hessing - 12
6. Mark Fontein - 13
7. Joyce van Herp - 12
8. Kees Schalk - 17
9. Máry van Rijsingen - 15
10. Sami Aydi - 10
11. Maruschka Post - 21
12. Jolyon Goldschmitz - 6
13. Gracia Nabi - 23
14. Enzio Griekspoor - 12
15. Maria Acosta - 5
16. Arnoud Berghuis - 63
17. Jeane Dijkstra (enkel in Arnhem, Rotterdam en Leiden) - 16
18. Duco van der Kooij (enkel in Arnhem en Rotterdam) - 1
19. Brigitte Bakker (enkel in Arnhem en Rotterdam) - 15

VVD · PvdA · PVV · SP · CDA · D66 · ChristenUnie · GroenLinks · SGP · Partij voor de Dieren · 50PLUS · OndernemersPartij · VNL · DENK · Nieuwe Wegen · Forum voor Democratie · De Burger Beweging · Vrijzinnige Partij · GeenPeil · Piratenpartij · Artikel 1 · Niet Stemmers · Libertarische Partij · Lokaal in de Kamer · Jezus Leeft · StemNL · Mens en Spirit/Basisinkomen Partij/V-R · Vrije Democratische Partij